# Barberino Val d’Elsa
Barberino Val d’Elsa – miejscowość i gmina we Włoszech, w regionie Toskania, w prowincji Florencja.
Według danych na rok 2004 gminę zamieszkiwały 3864 osoby, 59,4 os./km².